# دوري قرغيزستان لكرة القدم 1993
دوري قيرغيزستان لكرة القدم 1993 هو الموسم 2 من دوري قيرغيزستان لكرة القدم. فاز فيه FC Alga Bishkek ‏.